# Junta para Ampliación de Estudios e Investigaciones Científicas
La Junta para Ampliación de Estudios e Investigaciones Científicas (JAE) fue una institución creada en 1907, en el marco de la Institución Libre de Enseñanza, para promover la investigación y la educación científica en España. Presidida por Santiago Ramón y Cajal desde su fundación hasta su muerte en 1934. Fue desmantelada en 1939 tras la derrota republicana en la Guerra Civil, y a partir de su estructura se creó el Consejo Superior de Investigaciones Científicas (CSIC).

## Fundación
La creación en 1907 de la Junta para Ampliación de Estudios e Investigaciones Científicas, heredera en gran medida de la Institución Libre de Enseñanza (1876), inauguró una etapa de desarrollo hasta entonces no alcanzado para la ciencia y la cultura españolas. El Real Decreto por el que se crea la Junta fue firmado por Alfonso XIII el 11 de enero de 1907, y la exposición del preámbulo fue escrito por el ministro de Instrucción Pública y Bellas Artes de entonces Amalio Gimeno, de un Gobierno liberal presidido por Antonio Aguilar y Correa, marqués de la Vega de Armijo. En dicha exposición, después de citar ejemplos de las iniciativas de otros países, afirmaba: 

Y, sin embargo, no falta entre nosotros gloriosa tradición en esta materia. La comunicación con judíos y la mantenida en plena Edad Media con Francia, Italia y Oriente; la venida de los monjes de Cluny, la visita a las Universidades de Bolonia, París, Montpelier y Tolosa; los premios y estímulos ofrecidos a los clérigos por los Cabildos para ir a estudiar al extranjero, y la fundación del Colegio de San Clemente en Bolonia, son testimonio de la relación que en tiempos remotos mantuvimos con la cultura universal. La labor intelectual de los reinados de Carlos III y Carlos IV, que produjo la mayor parte de nuestros actuales Centros de cultura, tuvo como punto de partida la terminación del aislamiento en que antes habíamos caído, olvidando nuestra tradición envidiable, y restableció la comunicación con la ciencia europea, que, interrumpida luego por diversas causas, no conserva ahora sino manifestaciones aisladas, como las pensiones para viajes concedidas a los becarios de Salamanca y el Colegio de Bolonia.

El 15 de enero fueron nombrados, por real decreto, como vocales: Santiago Ramón y Cajal, José Echegaray, Marcelino Menéndez Pelayo, Joaquín Sorolla, Joaquín Costa, Vicente Santamaría de Paredes, Alejandro San Martín y Satrústegui, Julián Calleja Sánchez, Eduardo Vincenti, Gumersindo de Azcárate, Luis Simarro, Ignacio Bolívar (segundo y último presidente de la Junta), Ramón Menéndez Pidal, José Casares Gil, Adolfo Álvarez-Buylla y González-Alegre, José Rodríguez Carracido, Julián Ribera y Tarragó, Leonardo Torres Quevedo, José Marvá y Mayer, José Fernández Jiménez y Victoriano Fernández Ascarza.

## Importancia
La Junta fue el organismo que mayor impulso dio al desarrollo y difusión de la ciencia y cultura españolas a través de un programa muy activo de intercambio de profesores y alumnos y el establecimiento de becas para estudiar en el extranjero (pensionados), en un intento exitoso de salir del pesimismo decimonónico y abrirse al extranjero estableciendo un diálogo abierto con los países más modernos de Europa como el único medio de avance y progreso. Obra de pocos hombres, liderada por su presidente, Santiago Ramón y Cajal, y sobre todo por su secretario y eminencia gris, José Castillejo, en su seno se formaron y trabajaron los mejores intelectuales y científicos de España entre 1907 y 1939, personalidades como Rafael Altamira, Cándido Bolívar, Odón de Buen, Américo Castro, Miguel Catalán, Francisco Durán Reynals, José Fernández-Nonídez, Cruz Gallástegui, Antonio García Solalinde, Samuel Gili Gaya, María de Maeztu, Faustino Miranda, Enrique Moles, Tomás Navarro Tomás, Juan Negrín, Severo Ochoa, Federico de Onís, Pío del Río Hortega, Julio Rey Pastor, José Royo, Luis de Zulueta y Antonio de Zulueta, entre muchos otros y además de los ya mencionados Cajal, Bolívar, Cabrera, Castillejo y Simarro, en su eje director.

## Institutos y centros
La Junta logró crear un entramado de centros y laboratorios en los que la ciencia y las humanidades comenzaron a tener un desarrollo que pronto adquiriría alcance y reconocimiento internacional, algo en cierto modo insólito en la España de los viejos valores tradicionales.
La lista de centros e institutos resulta tan relevante como los intelectuales y científicos colocados al frente de ellos, empezando por la personalidad de Cajal al frente del conjunto de la JAE y de forma más específica del Instituto Nacional de Ciencias Físico-Naturales (1910), con Cabrera como lugarteniente y continuador; o Ramón Menéndez Pidal, al frente del Centro de Estudios Históricos, en Madrid, también desde 1910. La JAE agrupó, desarrolló y dotó con nuevas instalaciones (laboratorios, bibliotecas, etc.) a instituciones ya existentes como el Museo de Ciencias Naturales, el Museo Antropológico, el Real Jardín Botánico de Madrid o la Estación Biológica de Santander; asimismo coordinó laboratorios como el de Investigaciones Biológicas, el de Investigaciones Físicas, la Estación Alpina de Biología del Guadarrama, la Misión Biológica de Galicia, o la Comisión de Investigaciones Paleontológicas y Prehistóricas. Además, la JAE, desde su nivel de alto organismo público, sincronizó y apoyó las actividades de espacios docentes especiales como el Instituto-Escuela o la Residencia de Estudiantes, para los que habilitó el Seminario Matemático y los Laboratorios de Química, Fisiología, Bacteriología, etc.

## Influencia exterior
Por otra parte, la Junta para Ampliación de Estudios e Investigaciones Científicas jugó un papel decisivo en las relaciones con América Latina, potenciadas por una Real Orden promulgada el 16 de abril de 1910, por la que se apoyaba el intercambio de profesores y alumnos y la edición de obras sobre la sociedad, la evolución de la cultura y de la economía y la historia natural de América. El intercambio suscitado originó unas nuevas relaciones y maneras de mirarse y entenderse entre americanos y españoles y auspició la creación de institutos, departamentos y cátedras universitarias sobre lengua, cultura, historia y civilización españolas, muchos de los cuales siguieron el modelo organizativo y científico de los centros españoles de la Junta para Ampliación de Estudios e Investigaciones Científicas en su organización y funcionamiento.

## Disolución
El espíritu de modernización y reforma que representaba la Junta no contaba con la simpatía de los sectores que promovieron y apoyaron el golpe de Estado en España de julio de 1936. El gobierno de Burgos decretó su disolución (19 de mayo de 1938), transfiriendo sus funciones a un recién fundado Instituto de España, aunque la Junta siguió funcionando en la zona republicana hasta el final de la guerra. Terminada la Guerra Civil, el 24 de noviembre de 1939, el dictador Franco promulgó la ley por la que se creaba el Consejo Superior de Investigaciones Científicas (CSIC), disponiendo que en adelante:

[...] todos los Centros dependientes de la disuelta Junta para Ampliación de Estudios e Investigaciones Científicas, de la Fundación de Investigaciones Científicas y Ensayos de Reformas y los creados por el Instituto de España, pasarán a depender del Consejo Superior de Investigaciones Científicas.

Es necesario especificar que el CSIC fue fundado con un espíritu diferente e incluso antagónico al de la JAE, como puede leerse en sus leyes fundacionales, o en el discurso de su fundador y presidente José Ibáñez Martín, para liquidar:

[...] todas las herejías científicas que secaron y agostaron los cauces de nuestra genialidad nacional y nos sumieron en la atonía y la decadencia...Nuestra ciencia actual, en conexión con la que en los siglos pasados nos definió como nación y como imperio, quiere ser ante todo católica.
José Ibáñez Martín
 Discurso inaugural del CSIC, octubre de 1940.

Por lo que difícilmente podría presentarse el CSIC como continuador de la Junta de Ampliación de Estudios, aunque sí fruto de un singular relevo.